# Aleksandr Fëdorovič Poleščuk
Aleksandr Fëdorovič Poleščuk (in russo Александр Фёдорович Полещук?; Čeremchovo, 30 ottobre 1953) è un cosmonauta russo.

## Biografia
Aleksandr Poleščuk è nato nell'Oblast' di Irkutsk in Unione Sovietica, è sposato con Irina Petrovna Čistijakova e ha una figlia. Nel 1987 si è diplomato in ingegneria meccanica all'Istituto dell'Aviazione di Mosca (Moskovskij Aviacionnyj Institut).
Nel febbraio del 1989 è stato selezionato come cosmonauta, dal settembre 1989 al gennaio 1991 ha seguito il corso di addestramento generale per lo spazio. Dal febbraio 1991 al marzo 1992 ha seguito il corso avanzato per missioni su Sojuz e dirette verso la stazione spaziale russa Mir.
Il 24 gennaio 1993 è partito alla volta della Mir con la missione Sojuz TM-16 durante la quale ha compiuto delle passeggiate spaziali per un totale di 9 ore e 58 minuti. Il 22 luglio e rientrato sulla Terra atterrando in Kazakistan. È stato ingegnere di volo di riserva della missione Sojuz TM-21.